# اسپایک چانسافت
اسپایک چانسافت (انگلیسی: Spike Chunsoft) شرکت بازی ویدئویی ژاپنی است، که در سال ۱۹۸۴ تأسیس شد.